# Château des Hunaudières
Le château des Hunaudières est un édifice situé à Mulsanne dans la région historique du Maine (actuel département de la Sarthe), en France.

## Localisation
Le monument est situé dans le département français de la Sarthe, entre les bourgs de Mulsanne, Arnage, Ruaudin et les faubourgs sud du Mans, au centre du circuit des 24 Heures près de l’hippodrome. On accède au château par la fameuse ligne droite des Hunaudières, puis la D 92 « Les Hunaudières » qui longe Leroy Merlin Le Mans-Mulsanne et sa zone commerciale.

## Historique
Le château des Hunaudières a été bâti aux XVIIIe siècle et XIXe siècle sur un ancien et vaste domaine seigneurial qui s'étendait aussi sur la commune d'Arnage. Il comprenait des terres labourables, des sapinières et des landes. À la fin de l'Ancien Régime, les propriétaires des lieux morcellent le domaine pour des raisons financières et l'ancien manoir est délaissé.
À la fin du XVIIIe siècle, un nouvel édifice est construit dans un style néo-classique et cossu comprenant un corps de logis de trois niveaux, avec un second étage mansardé et deux ailes en retour. Le château donne sur une cour avec un parterre fleuri. L'accès au domaine se fait via une longue allée bordée d'arbres à partir de la ligne droite des Hunaudières.
Le château des Hunaudières est inscrit à l'Inventaire des monuments historiques pour la qualité de ses façades mais aussi pour ses décors intérieurs. Propriété privée, il n'est pas ouvert au public. Des réceptions et manifestations y sont cependant organisées par des sociétés implantées à Antarès-Technoparc au cœur du circuit comme Ligier Automotive qui y organise des événements exclusifs et sur mesure.
Propriété d’Everspeed, la holding appartenant à Jacques Nicolet, le fondateur et patron de Ligier Automotive, la bâtisse  doit être transformée en structure hôtelière afin de mêler les deux passions de son propriétaire, la construction de prototypes de course et l’immobilier. En 2019, une salle pouvant accueillir deux cents personnes, ainsi que dix chambres haut de gamme sont déjà prêtes. L'objectif est d'avoir trente de ces chambres prêtes pour une ouverture pour le centième anniversaire des 24 Heures du Mans en 2023. La remise en état comprend également la douzaine d’hectares de terrain qui sont rattachés au château des Hunaudières avec notamment un projet de construction d’éco-lodges.

## Architecture
Les façades et les toitures, ainsi que les pièces intérieures et leurs décorations, sont inscrites au titre des Monuments historiques depuis le 22 mars 1966.